# Vesalius College
Vesalius College, een universitaire afdeling van de Vrije Universiteit Brussel, leidt studenten op in een multiculturele, humanistische en interactieve omgeving. Gelegen in Brussel, de hoofdstad van Europa, en met een focus op internationale zaken en internationale handel, is het een Engelstalige universiteit gemodelleerd naar Amerikaanse liberale kunstprogramma's, met selectieve toelatingen, kleine groepen en interactief onderwijs. het kader van de vesalius College is toegewijd aan het stimuleren van kritisch onderzoek en ethische verantwoordelijkheid en het voorbereiden van haar studenten om in een wereldwijde samenleving te presteren.